# Hippocrepis
Hippocrepis es un género de plantas de la familia Fabaceae. 

## Especies
- Hippocrepis balearica
- Hippocrepis bicontorta
- Hippocrepis biflora
- Hippocrepis ciliata
- Hippocrepis comosa
- Hippocrepis cornigera
- Hippocrepis emerus
- Hippocrepis glauca
- Hippocrepis minor
- Hippocrepis multisiliquosa
- Hippocrepis salzmannii
- Hippocrepis scabra
- Hippocrepis unisiliquosa